# Lei Zhen

Lei Zhen

Lei Zhen (chinesisch 雷震 Léi Zhèn; * 8. Juli 1897; † 7. März 1979) war ein Chinesischer Publizist und Politiker erst bei der Kuomintang und später von der Demokratischen Partei Chinas. Lei Zhen war auch der Chefredakteur von Freies China.

## Werdegang
Lei Zhen wurde in der Provinz Zhejiang 1897 geboren und studierte an der Kaiserlichen Universität in Kyoto. Später hielt er verschiedene Positionen in der Kuomintang, sowohl in China wie auch in Taiwan. Er wurde Generalsekretär des Legislativ Yuan, dem Chinesischen Parlament und war bei der Ausarbeitung der Verfassung der Republik China beteiligt. 1949 kam er mit der Kuomintang nach Taiwan.
Dort gründete 1950, damals noch mit der Unterstützung von der Kuomintang die Zeitschrift Freies China. Mit der Zeit entfernt er sich von der Kuomintang, welche ihn im Januar 1955 ausschloss. 1957 bezweifelte er in einem Artikel den Willen der Armee, Festlandchina wieder einzunehmen und forderte die Kuomintang auf, sich auf der Demokratisierung Taiwans zuzuwenden. Während der Zweiten Kinmen-Krise im Jahre 1958 empfahl er Kontakt mit den Kommunisten Festlandchinas aufzunehmen.
Am 1. Februar 1960, kurz vor der Wiederwahl Chiang Kai-sheks zum Präsidenten von der Republik China ist in der Zeitschrift Freies China ein Artikel erschienen, der Chiang Kai-shek von einer erneuten Kandidatur abriet. Doch Chiang Kai-shek trat erneut an und wurde von der Nationalversammlung wiedergewählt. Damals gab es noch keine Volkswahlen und der Präsident wurde von der Nationalversammlung gewählt. Nach den Lokalwahlen im selben Jahr wurde ein Verein zur Verbesserung der Lokalwahlen ins Leben gerufen und Lei Zhen wurde ein Mitglied der Kollektiven Leitung des Vereins. Etwa zur selben Zeit war er auch im Begriff die Demokratische Partei Chinas auszurufen.
Kurz darauf am 4. September 1960 wurde Lei Zhen verhaftet, entweder weil er in seiner Zeitschrift zu sehr für die Demokratie eintrat oder weil er die Demokratische Partei Chinas im August 1960 ausrief, was damals die erste eigentliche Oppositionspartei gewesen wäre.
Die Staatsanwaltschaft beschuldigte Lei Zhen wegen der angeblichen Beherbergung eines Kommunisten des Hochverrats und er wurde zu 10 Jahren Haft verurteilt, wobei ihm auch für sieben Jahre die Bürgerrechte entzogen wurden. Chiang Kai-shek soll das Urteil mehr oder weniger diktiert haben und auch dafür gesorgt haben, dass es nicht anfechtbar sein sollte. Im Gefängnis wurde er bevorzugt behandelt, er hatte ein Zimmer für sich, auch einen Kühlschrank und einen kleinen Garten. Er war allerdings von anderen Häftlingen isoliert inhaftiert, und schrieb er an einem Buch das von der Notwendigkeit einer Oppositionspartei handelte. Zwei Monate bevor er freigelassen wurde, soll seine Gefängniszelle durchsucht worden und sein Manuskript des Buches beschlagnahmt worden sein. Ein Monat später eröffnete die Staatsanwaltschaft erneut ein Verfahren gegen ihn wegen Hochverrats und erst nachdem er zusicherte, sich nach der Erlangung seiner Freiheit nicht politisch zu betätigen wurde er im September 1970 freigelassen. Er verblieb in Hausarrest bis zu seinem Tod im 1979.

## Familie
Lei Zhens Tochter wanderte mit ihrem Mann im Jahre 1974 auf Wunsch ihres Vaters nach San Francisco aus. Er hatte zwei weitere Kinder, welche sich im Jahre 2001 beim damaligen Präsidenten Chen Shui-bian um der Aufklärung der Hintergründe des Prozesses ihres Vaters einsetzten. Seine Witwe wurde in den 1990er Jahren ein Mitglied des Kontroll-Yuan. Lei Zhen starb 1979 an Prostatakrebs.